# 서드베리 파이브
서드베리 파이브(Sudbury Five)는 온타리오주 서드베리를 연고지로 하는 NBL 캐나다 센트럴 디비전 소속 프로 농구 팀이다.

## 역대 홈경기장
| 서드베리 파이브          |             |                     |      |
| 경기장                   | 사용기간    | 장소                | 비고 |
| 서드베리 커뮤니티 아레나 | 2018년~현재 | 온타리오주 서드베리 | 빈칸 |